# やせうま
やせうまは、小麦粉で作る大分県の郷土料理。または、その原型と考えられる、涅槃会に供える上新粉または小麦粉の団子。

## 大分県のやせうま

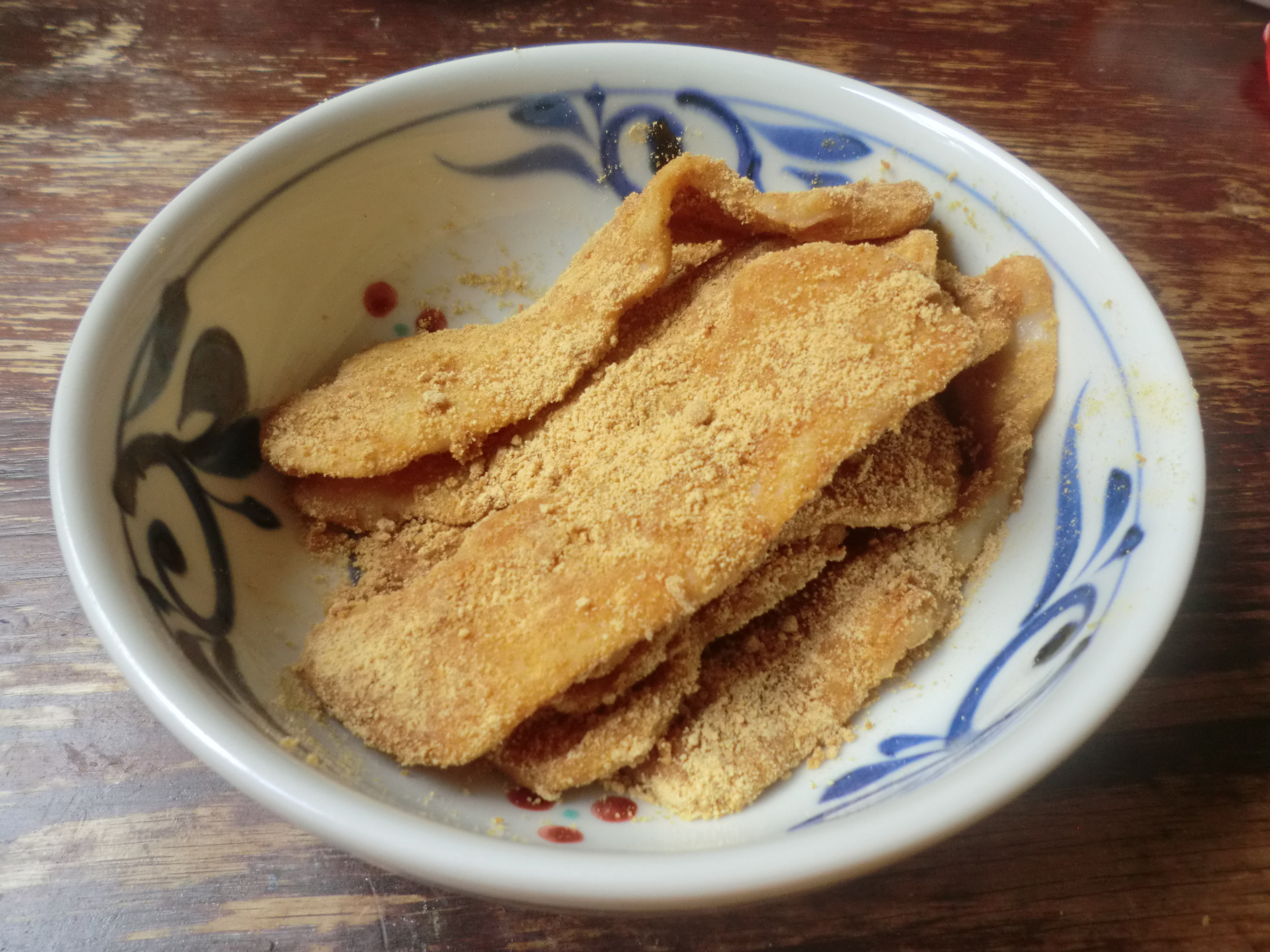
やせうま

小麦粉で作った平たい麺をゆでたものにきな粉と砂糖をまぶした食べ物。形状は麺に分類されるが包丁は用いず、水で練った小麦粉（薄力粉であることが多い）の塊から指で引きちぎるように作る。麺類の系統からいえば、切らずに手で押し広げて作られた餺飥（はくたく）の系統に入る。やせうまと同じ麺を、野菜などとともに味噌仕立ての汁に入れたものがやはり大分県の郷土料理として有名なだんご汁である。
きな粉の代わりにはったい粉や小豆あんをまぶす場合や、砂糖の代わりに黒砂糖を使う場合もある。
やせうまは一般におやつとして、そのまま、もしくは、冷やして食べる。家庭料理であるが、別府市などでは店頭で食べさせる店も多く、学校給食でもしばしば出されるほど地域に根付いた料理である。スーパーや土産物屋等では、やせうま用の生麺や乾麺が売られている。市販されている麺は製麺機で製造した、ほうとうに近い形状のものが多い。

### 由来
大分県に伝わる由来にはいくつかの説がある。
- 平安時代に貴族の若君が、乳母の八瀬が作ったおやつを気に入り「八瀬、うま」とねだったことに由来するという説[4]。
- 元々は米粉で作った馬の形のおやつであったが、小麦粉で作られるようになり、平麺状に細長くなったため「やせうま」と呼ばれたという説[4]。
- 馬の餌とする小麦を、この料理にして人間が食べてしまい、「馬がやせてしまった」といった説[5]。

ひとつめの説について、旧挾間町（現在の由布市）には以下のような伝承が伝わっている。
平安時代、都から藤原鶴清麿という幼い貴族が豊後の国に下向し、黒野（『挾間町誌』では古野下原（現在の由布市挾間町古野地区等））に隠れ住んだ。鶴清麿の身の回りの世話をする女は、京都の八瀬出身だったらしく「八瀬（やせ）」と呼ばれた（『挾間町誌』では、大原八瀬とフルネームで記載されている）。八瀬は信仰深く、鶴清麿と共に妙蓮寺の地蔵菩薩を参詣していた。その時、鶴清麿はお腹が空くと、八瀬は、ときおり小麦粉をこね、長く伸ばして麺状にしてゆで、これにきな粉をまぶしたものを作って、鶴清麿に食べさせた。鶴清麿はこの食べ物が欲しい時、「八瀬、うま、八瀬、うまくれ」（「うま」は食べ物の幼児語。まんま）といい、これが「やせうま」の語源となったとする。
妙蓮寺では、現在でもお盆の23日には御施餓鬼会の行事の一環として、やせうまが作られている。これが習慣化され、現在に至るとされている。また、この妙蓮寺の境内には『やせうま発祥の地由来』の看板がある。

### 風習
やせうまは、弘法大師（空海）の命日である「お大師さま」で振る舞われたり、お盆や七夕に供えものにされた。
「お大師さま」の3月21日には、普段は道ばたや辻にある弘法大師の像を床の間に移して祀り、訪ねてくる近所の住民にやせうまを振る舞った。この行事の時には、やせうまは塩味にし、普段より広く伸ばして、3本を1つに結んでいたという。
お盆には8月14日にやせうまを作って仏壇に供えた。この行事の時には黒砂糖を混ぜたきな粉で甘い味にした。

### 派生商品
大分県では、きな粉を水飴と砂糖で練ったあんを求肥で包んだ生菓子が「豊後方言銘菓 やせうま」として製造・販売されている。

## 大分県以外のやせうま
20世紀に日本各地の方言を調査して編纂された『日本方言大辞典』には「痩馬」という項目があり、類似の名前をもつ、日本各地のいくつかの食品が記載されている。
- やせうま（福島県会津） - 2月15日の涅槃会に供える団子。
- やせうま、やせごま（新潟県佐渡） - 2月15日の涅槃会に供える団子や三月の桃の節句に供える彩色模様入りの糝粉餅（しんこもち）。
- やしょうま（新潟県） - 2月15日の涅槃会に供える団子。
- やしょうま（長野県） - 「やしょ」という男が釈迦に菓子を捧げ「やしょ、うまいぞ」と言われたという逸話がある。金太郎飴のように食紅や緑、黄色の色素等で色付けした上新粉の生地を断面が絵や模様になるようにを筒状にまとめてから切った甘い餅状の菓子。2月15日の涅槃会に仏壇や墓に捧げたり、また投げる地域もある。
- やせうま（静岡県川根） - 繭玉のような形にして、小豆あんをまぶした草餅。
- やせうま（兵庫県加古郡） - 団子。指でひねり押さえた物。
- やせうま（千葉県安房郡） - 茗荷の葉に小麦粉をまぶして焼いた食品。

また、江戸時代の柳亭種彦の随筆『用捨箱』（ようしゃばこ）には「古くより白糸餅といふあり。細くねぢりたる物にて、馬の形にはあらざれど、異名を痩馬といへり。これもしんこ馬に対しての名なるべし」とあり、当時からこのような食品が食べられていたことがわかる。

## 語源
手で握った形が馬に似るところから痩馬（やせうま、やしょうま）と呼ばれたものとされる。